# Cantone di Norrent-Fontes
Il Cantone di Norrent-Fontes era una divisione amministrativa dell'arrondissement di Béthune.
È stato soppresso a seguito della riforma complessiva dei cantoni del 2014, che è entrata in vigore con le elezioni dipartimentali del 2015.
Comprendeva i comuni di:
- Auchy-au-Bois
- Blessy
- Bourecq
- Estrée-Blanche
- Ham-en-Artois
- Isbergues
- Lambres
- Liettres
- Ligny-lès-Aire
- Linghem
- Mazinghem
- Norrent-Fontes
- Quernes
- Rely
- Rombly
- Saint-Hilaire-Cottes
- Westrehem
- Witternesse